# Klarobelia candida
Klarobelia candida Chatrou – gatunek rośliny z rodziny flaszowcowatych (Annonaceae Juss.). Występuje naturalnie w Peru oraz Brazylii (w stanach Acre i Amazonas). 

## Morfologia
PokrójZimozielone, niewielkie drzewo dorastające do 9 m wysokości.
LiścieEliptyczne, o wierzchołku zaostrzonym do spiczastego.

## Biologia i ekologia
Rośnie w lasach pierwotnych.